# 提乌德里克一世
提乌德里克一世（485年—534年），511年11月27日—534年在位为梅斯国王。他是克洛维一世的長子，在511年克洛维去世后，克洛维的领地被分给了他和他的三个兄弟。其中希尔德贝尔特一世在巴黎，克洛塔尔一世在苏瓦松，克洛多梅尔在奥尔良。

## 生平
即位初年，提烏德里克一世派遣他的兒子提烏德貝爾特一世殺了入侵國土的斯堪的納維亞國王。
克洛維一世的四個兒子聯合與勃艮第國王西吉斯蒙德和他的弟弟貢多馬爾戰鬥；貢多馬爾逃跑，西吉斯蒙德卻被克羅多米爾俘虜並囚禁在監獄。提烏德里克一世與西吉斯蒙德的女兒蘇阿烏戈德結婚。貢多馬爾召集勃艮第軍隊重新奪回王國。克洛德莫特在提烏德里克一世的幫助下，擊敗了貢多馬爾，但在524年的韋澤龍斯的戰鬥中死亡。
圖林根國王與其兄弟爭位，為了爭取提烏德里克一世的幫助，承諾給予半個王國，可惜成功後反悔。531年，提烏德里克一世聯合克洛泰爾一世及其兒子攻打圖林根復仇，提烏德里克一世征服圖林根，克洛泰爾一世得到圖林根國王的侄女拉德貢德。

## 逝世
534年，提烏德里克一世逝世，由兒子提烏德貝爾特一世繼承王位。

## 配偶和子女
提乌德里克和勃艮第國王西吉斯蒙德之女蘇阿烏戈德结婚，提烏德里克一世育有两个孩子，女兒提歐德希爾德是與蘇阿烏戈德所生：
- 兒子：提乌德贝尔特一世（500年—547年）
- 女兒：提歐德希爾德（520年—570年）